# Niklaus Oberacker
Niklaus Oberacker auch Niklas oder neuzeitlich Nikolaus (* vor 1497 wohl in Speyer; † 23. Dezember 1538 in Konstanz) war ein Stück- und Glockengießer.

## Leben und Herkunft
Niklaus Oberacker wird zuerst 1496 als Geselle eines aus Speyer stammenden Meisters in Konstanz benannt. Dann ist er in Augsburg als Stückgießer für das 1502 neuerbaute Zeughaus im ebenfalls neuerbauten Gießhaus tätig und goss 35 Geschütze für 26 bis 65 Pfund schwere Bleigeschosse und einen großen Mörser für 190-pfündige Munition.
Danach wieder in Konstanz, wo er 1512 zwei Glocken für den Münsterturm goss. Er wurde Mitglied der Zunft und war im Grossen Rat. Die beiden Türzieher an den Hauptportalen werden ihm zugeschrieben.
Vor 1514 ist eine Zusammenarbeit mit dem Glocken- und Stückgiesser Hans Füssli aus der Giesserei Füssli in Zürich belegt.

## Liste der Glocken
- 1500 Klosterkirche Mariä Himmelfahrt Rheinau (ehemals für die Felix u. Regulakirche,  abgebrochen 1864) zwei Glocken, davon eine mit 2150 kg
- 1501 St. Martin in Frickingen, 2 Glocken
- 1501 Reformierte Stadtkirche Brugg  zwei Glocken, die kleinere steht im südlichen Vorraum des Turms. Umschrift: Osana heiß ich, meister niklaus zu kostenz goß mich. mccccci 250 kg, Durchmesser 690 mm, dis"; die größere Glocke in d' («Nikolausglocke») hängt noch, diese (wohl größte Oberacker Glocke) wurde im Jahr 1501 von Niklaus Oberacker aus Konstanz in der Brugger Hofstatt gegossen und trägt die Umschrift: Gloria in excelsis Deo et in terra pax hominibus, ora pro nobis sankte nikolae duc nos de mundi turbine, anno Domini mccccci (Ehre sei Gott in der Höhe und Friede auf Erden den Menschen, bitt' für uns, heiliger Nikolaus, führe uns aus dem Wirbel der Welt, im Jahr der Herrn 1501). Auf beiden Seiten ist ein plastisches Relief des heiligen Nikolaus im Ornat über dem Brugger Stadtwappen. Die Glocke wiegt 2400 kg und hat einen Durchmesser von 1,49 m.
- 1504 Heiligkreuz (heute Gemeinde Wuppenau)
- 1506 und 1514 für Märstetten
- 1507 eine Glocke für die Kirche St. Agatha in Gaienhofen-Hemmenhofen
- 1507 Leutmerken (heute Gemeinde Amlikon-Bissegg)
- 1507 für ehemalige Klosterkirche Felix u. Regula Rheinau, Petrusglocke, seit 1948 in der Bergkirche St. Nikolaus (Rheinau ZH)
- 1510 Friedhofskapelle Mariä Himmelfahrt in Meersburg, eine Glocke
- 1510 Reformierte Kirche in Thayngen, neu erbaut 1504, ehemals 2 Glocken, davon noch eine von 1502 erhalten im Turm der Kapelle (Schulhaus bis 1972) in Barzheim.
- 1511 Hallau, Bergkirche St. Moritz (Hallau), eine Glocke, Durchmesser 1,33 m., ca. 1800 kg, f'
- 1512 Konstanzer Münster, 2 Glocken, Beatrix 900 mm, 600 kg ais¹ und Osanna oder Paternoster ca. 850 mm, 300 kg, cis²
- 1513 Rathaus in Stein am Rhein (erbaut 1539 bis 1542). Die Glocke wurde 1512 mit 23 Gulden 3 Schilling und 9 dinar ( ₰ ) bezahlt, sie hing wohl zuerst im alten Rathaus bzw. dem Gredhaus. Sie hat die Inschrift + DIE + STUND + VOR + KUND + ICH + NICLAS + GOS + MICH / 1513  Höhe 47 cm, Durchmesser 56 cm

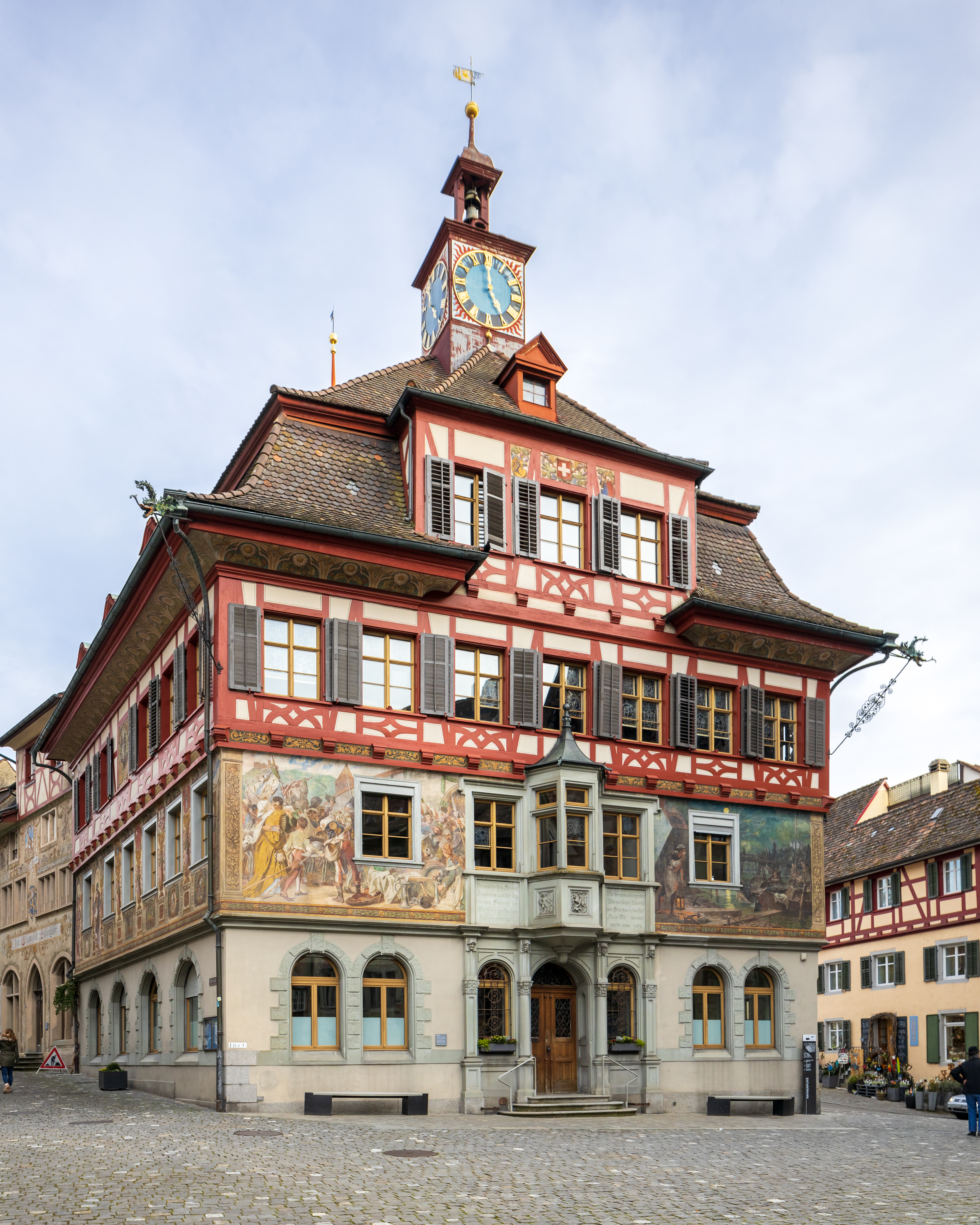
Rathaus in Stein am Rhein, im Dachreiter Uhr von Jakob Mäder von 1812, darüber die Zitglogge von Nicklaus Oberacker für den Stundenschlag, darüber ein Schallhut

- 1514 Pfarrkirche St. Georg in Unadingen, eine Glocke
- 1515 Berg (TG)
- 1516 Kath. Filialkapelle St. Andreas in Überlingen-Deisendorf, eine Glocke, c‴+12
- 1516 Altnau
- 1516 Kloster Rheinau (ehemals Felix und Regulakirche), eine Glocke
- 1517 Kloster Rheinau (Die Felix- und Regula-Kirche wurde nach der Aufhebung des Klosters 1864 abgebrochen), eine Glocke
- 1518 Bülach (zwei Glocken)
- 1518 Schlosskapelle St. Blasius Kattenhorn Glockenvideo auf YouTube
- 1521 St. Peter und Paul Reichenau-Mittelzell, 1 Glocke, Durchmesser 1150 mm, Klang fis’+1
- 1522 St. Gallus in Bietingen,  Durchmesser 101 cm, Gewicht 655 kg  Tonart a'-5. Inschrift: BEATRIX HAIS ICH, NICLAUS OBERACKER ZU CONSTENCZ GOS MICH 1522.
- 1523 Liebfrauen (Waldshut), Durchmesser 1470 mm, 1920 kg, Tonart d¹-3
- 1523 Laurentiuskirche (Weisweil) Durchmesser 540 mm bei 100 kg. Sie klingt mit dem Ton gis″-7.
- 1524 Reformierte Kirche Wängi in Wängi, eingeschmolzen 1954
- 1533 Pfarrkirche St. Bartholomäus in Heiligenberg-Röhrenbach, eine Glocke
- 1534 zwei Glocken (die größere Regina) in der Kirche St. Gallus in Walbertsweiler. Kirchturm 1959 umgestürzt, Glocken erhalten. Heute im neuen Turm mit zwei kleineren Glocken. Glockenklang auf YouTube
- 1536 Pfarrkirche St. Leonhard in Moos-Weiler, eine Glocke, f"+1
- 1537  Pfarrkirche St. Verena in Andelshofen, eine Glocke, des’’+10

## Urkunde im Staatsarchiv Thurgau
„Niklaus Steinbock zu Oberneunforn verkauft an Niklaus Oberacker, Glockengiesser und Burger zu Konstanz, sein Gut Krachenfels mit Haus, Hofraiti und Trotte samt viereinhalb Jucharten Reben sowie einem Acker, 12 Jucharten Holz und Boden, anderthalb Mannmad Heuwachs um 200 Gulden“ am 6. April 1529 „Uff den sechten tag des Monats Aprilis nach Christus gezelt funnffzehenhundert zwanntzig und neun jar.“ Aussteller: Hans Löwenberg zu Altikon, Vogtherr zu Ober- und Neunforn